# Львівська дитина (бронеавтомобіль)
Панцирник «Львівська дитина» (пол. Lwowskie dziecko) належав до саморобних панцирників епохи польсько-російської війни.
Через загрозу Львову з боку кінармії Будьонного в місті імпронізовано почали виготовляти панцирники на шасі 3-тонної вантажівки Packard серії Е чи D. Після панцирника Буковського у серпні 1920 у майстерні військових кошар на вулиці Янівській заклали панцирник «Львівська дитина».
Частину корпусу покрили панцирними німецькими піхотними щитами зразка 1916 року. Від панцирника Буковського він відрізнявся формою з сильно заломленими поверхнями верхньої частини. Озброєння складалося з двох кулеметів у лобовому й кормовому листах, гарматою у поворотній башті. Будівництво завершили до 19 вересня 1920 року, коли безпосередня загроза місту минула. Панцирник залишився в місті та участі у військових діях не брав. У березні 1921 панцирники «Львівська дитина» і Буковського ввійшли до складу 6-го бронедивізіону, де їх використовували для навчальних цілей. Після розформування дивізіону панцирник після 1922 розібрали.